# Zjerm
Zjerm är en låt framförd av den albanska musikgruppen Shkodra Elektronike. Den är av genrerna folk-pop, folktronica och Electro-folk, samt med Stråkarrangemang och Spoken Word. Den handlar om en värld som är fri från våld, lidande och miljöskador samt behovet av andligt och socialt helande, och ett erkännande av alla människors värdighet, även de som kan vara bortglömda eller marginaliserade.
Låten, som är skriven av Beatriçe Gjergji, Kole Laca och Lekë Gjelosh, representerade Albanien i Eurovision Song Contest 2025 i Basel i Schweiz där den slutade på åttonde plats, vilket gav det tredje bästa resultatet någonsin och bästa resultatet för Albanien sedan 2012.
Låten tog sig upp på 13:e plats på Sverigetopplistan.